# Ha'penny Bridge

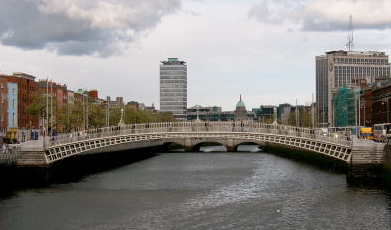
Ha'penny Bridge

Ha'penny Bridge är en bro i centrala Dublin som öppnades 1816. Den är 43 meter lång och drygt 3 meter bred. Bron heter egentligen "Liffey Bridge" men när man pratar om bron säger man Ha'penny bridge. Innan bron byggdes, fick man ta båt över floden Liffey.
2001 räknade man hur mycket bron används. Under en dag går cirka 27 000 personer över. Om man går på den södra delen är man på stadsdelen Temple Bar.
- Wikimedia Commons har media som rör Ha'penny Bridge.